# Портрет Еразма (Дюрер)
Портрет Еразма (Дюрер) — гравюра німецького художника Альбрехта Дюрера, виконана у пізній період його творчості, у 1526 році.

## Історія портрета

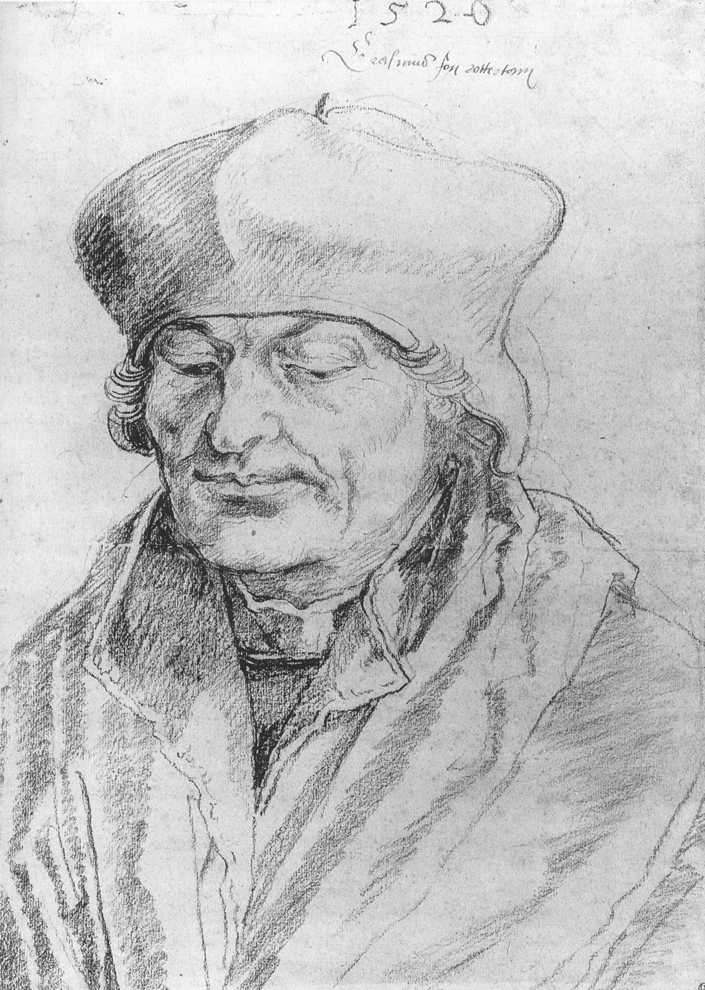
Альбрехт Дюрер, Портрет Еразма, шкіц, 1520.

Портрет був замовлений голландцем,  гуманістом Відродження  Еразмом Ротердамським Альбрехт Дюрер і Еразм Ротердамський зустрілися в Нідерландах між 1520 і 1521 роками. Вони зустрічалися щонайменше три рази під час візиту Дюрера до Нідерландів. Еразм тоді був на вершині слави і замовив портрет, оскільки йому потрібна була велика кількості портретів, щоб надсилати кореспондентам та шанувальникам по всій Європі. Як було зафіксовано, Дюрер кілька разів замальовував Еразма вугіллям під час зустрічей.
Еразм поважав мистецтво Дюрера але більше захоплювався графічними кресленнями та малюнками, ніж його картинами. 8 січня 1525 р. Еразм писав: «Я б хотів, щоб мене міг зобразити Дюрер. Чому б не такий художник? Але як це можна було зробити? Він почав свій портрет у вугіллі у Брюсселі, але він, мабуть, давно відклав це.»
Минуло шість років, перш ніж Дюрер завершив гравюру. До того була низка підготовчих ескізів. Мистецтвознавці відзначають моральну цілісність, інтелектуалізм та науковість портрета, який є одним з найпопулярніших та найпізнаваніших портретів Еразма Ротердамського. У 1528 році, після того, як портрет був завершений, Еразм написав, «чи не прекрасніше здійснити без витонченості кольорів те, що Апеллес здійснив з їх допомогою?» Дюрер міг досягти більше голими чорними лініями, ніж інші художники 16 століття, включаючи самого Дюрера — різнобарвними кольорами.

## Опис картини
На картині Еразм Ротердамський зображений поважним і зосередженим. Латинське та грецьке письмо позаду нього зображено на стіні так, ніби картина, там написано: «Цей образ Еразма Роттердамського був взятий з життя Альбрехтом Дюрером… Чим кращим буде портрет його творів. 1526. н. Е.». Лілії у вазі, ймовірно, посилаються на чистоту та нетлінність його розуму та намірів.
На передньому плані чотири фоліанти. Одна з книг розкрита.

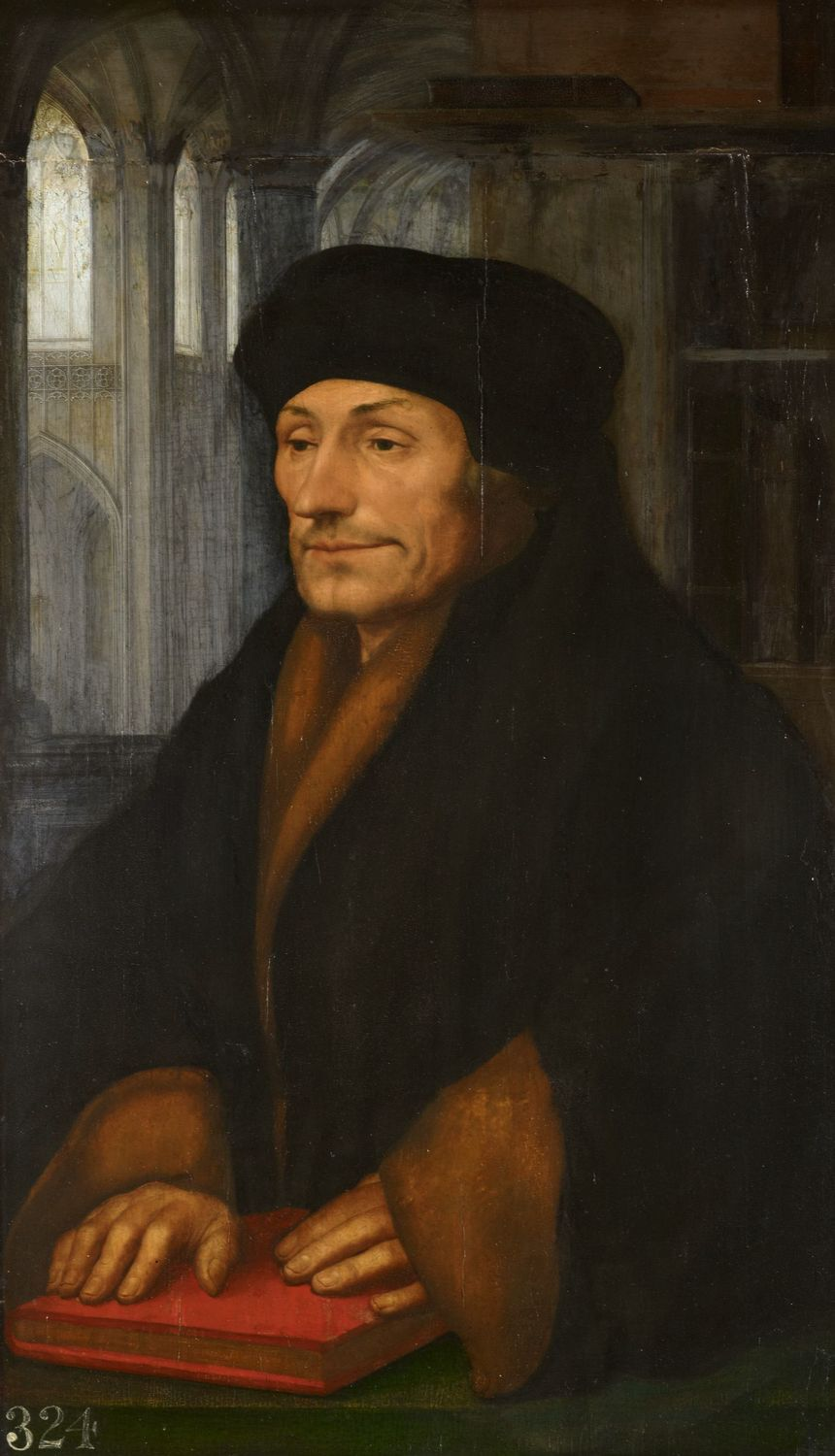
Ганс Гольбайн, Портрет Еразма Роттердамського. c 1520–40. Royal Collection, London

## Відгуки про портрет
Сам Еразм був незадоволений остаточним портретом, і в 1528 році, році смерті Дюрера, у листі поскаржився, що портрет фізично не нагадує його. Але варто зазначити, що Еразм він рідко був задоволений своїми портретами.
Хоча твір широко відомий і популярний, історики мистецтва початку-середини двадцятого століття розглядали його стримано. І Генріх Вольфлін, і Ервін Панофський в цілому описували позитивно, хоча Вольфлін писав, що йому «бракує життя», особливо в порівнянні з портретом Еразма  Ганса Гольбейна.
Дюрер не прагнув точно відтворити фізичну зовнішність вченого, акцентуючи на те, що його слова, а не фізичні особливості, є найбільш важливим аспектом. За словами Панофського, «Дюрер зробив усе можливе, щоб» охарактеризувати «Еразма за допомогою атрибутики, ерудованості та смаку, з чарівним букетом з фіалок та  конвалії, що свідчить про його любов до краси і, водночас, служить символом скромності та незайманої чистоти». Панофський зробив висновок, що Дюрер не зміг охопити невловиме поєднання чарівності, безтурботності, іронічної дотепності, поступливості та грізної сили, якою був Еразм Роттердамський ".